# Trasporto navale
Per trasporto navale o trasporto marittimo si intende tutto quell'insieme di strumenti e tecniche che consentono il trasporto di persone e merci sul mare per mezzo di navi. Più impropriamente, il concetto può essere esteso a quello più generale di trasporto acqueo comprendendo qualunque tipo di trasporto sull'acqua, sia dolce che marina, sia sopra che sotto la superficie, anche con mezzi differenti dalle navi, quali le barche, gli aliscafi, gli hovercraft, le chiatte, i pontoni, le zattere e i sottomarini.

## La navigazione moderna
Il trasporto navale si serve delle acque navigabili, cioè tali da permettere il transito ai mezzi con un certo pescaggio. La navigabilità non è pertanto un concetto assoluto, ma relativo, dipendente sia dalla profondità delle acque (variabile nel tempo), che dalle necessità del mezzo (anch'esse variabili nel tempo).
Le acque possono essere distinte tra:
- acque marittime, relative ai grandi bacini di acqua salata distinte tra oceani e mari, caratterizzate dall'ampiezza degli spazi e dalla potenza dei fenomeni naturali che vi si sviluppano:
  - un sottoinsieme delle acque marittime sono le acque costiere, cioè quelle situate in prossimità della costa, caratterizzate dalla vicinanza alle infrastrutture portuali e ai rifugi naturali;
- acque interne, cioè le acque dolci o salmastre di lagune, fiumi e laghi e canali, spesso caratterizzate da un insieme di chiuse e impianti di sollevamento, che permettono di superare le differenze di altitudine o collegare tra loro differenti bacini.

La navigazione, cioè la capacità di muoversi sull'acqua, è essenzialmente caratterizzata dalla capacità di mantenere una determinata rotta con una data velocità. A tale scopo per un navigante è necessario saper sempre riconoscere o quantomeno stimare la propria posizione, così da poter verificare la propria rotta e calcolare la propria velocità: tale attività, piuttosto semplice nelle acque interne o costiere, diviene al contrario estremamente complicata nella scarsità o assenza di riferimenti proprie delle acque aperte, se privi dei moderni strumenti di posizionamento.
Per quanto riguarda i mezzi di propulsione, nel corso della lunga storia dell'uomo ne sono stati sviluppati di numerosi e spesso fantasiosi. I principali sono comunque riconducibili alla propulsione meccanica, a quella a vela e a quella a remi.
Per la navigazione moderna si utilizza una gran varietà di strumenti e infrastrutture: carte nautiche, segnalazioni marittime, fari, radar, sistemi di navigazione. La navigazione è inoltre regolata per mezzo di leggi e convenzioni valide nelle acque nazionali e internazionali, tra le quali le più importanti sono le norme per la prevenzione degli abbordi in mare, che dettano il comportamento da tenere nel corso della navigazione e in special modo in prossimità di altre imbarcazioni. Per la comunicazione si rivelano importanti, oltre alla radio, la segnalazione navale diurna (attraverso l'alfabeto marittimo, il linguaggio delle bandiere e l'alfabeto semaforico) e la segnalazione luminosa notturna. Nel trasporto marittimo ci si serve poi di un linguaggio speciale fatto di termini e codici particolari, sviluppati per le particolari esigenze dei naviganti.

## Il trasporto mercantile marittimo
Il trasporto mercantile è una componente fondamentale dell'infrastruttura del trasporto, sia nelle acque interne che in quelle marittime, ed è essenziale nel commercio mondiale, poiché è attraverso il mare che la maggior parte delle merci viaggiano tra paesi e continenti diversi. Sul trasporto navale si reggono moltissime economie nazionali ed in generale la prosperità dei paesi dotati di un accesso al mare, il quale costituisce l'accesso alla più grande via di trasporto mondiale, attraverso il quale fluiscono carburanti, risorse naturali, prodotti chimici, prodotti agricoli e beni di consumo, provenienti da paesi produttori e diretti a paesi consumatori posti tra loro alle più disparate distanze.
Tale sistema si basa essenzialmente su tre elementi:
- i porti, che costituiscono i terminali in cui convergono le merci da e per la marittima, dotati di tutti gli impianti necessari per il carico/scarico delle merci (banchine, gru di carico, aree di stoccaggio, mezzi di movimentazione e dogane) e per soddisfare le esigenze delle navi in arrivo e partenza (mezzi di assistenza, impianti di rifornimento, bacini di manutenzione e piloti);
- i mercantili o cargo, che costituisce il mezzo attraverso il quale le merci vengono trasportate dal porto di partenza a quello di destinazione;
- le interconnessioni con le reti terrestri, attraverso le quali le merci possono essere smistate da e per l'entroterra.

Caso particolare e in parte separato del trasporto mercantile è il trasporto passeggeri: in esso infatti la merce trasportata è rappresentata dalle persone, i passeggeri appunto, e dal loro bagaglio. Formalmente una nave è definita nave passeggeri quando è in grado di trasportare almeno dodici persone (oltre al proprio equipaggio) di età superiore ai sei mesi. Il trasporto passeggeri è caratterizzato da una diversa destinazione degli spazi a bordo, che devono essere per la gran parte destinati ad essere vivibili e fruibili dai passeggeri, e da una maggiore sicurezza determinata dalla particolare importanza e vulnerabilità di quanto trasportato.
Il trasporto passeggeri è in generale destinato a due scopi principali:
- il traghetto, cioè il trasporto vero e proprio delle persone, attraverso un collegamento di linea necessario a creare una rete di connessione tra due luoghi a seconda dei punti di vista separati o uniti dall'acqua;
- la crociera, cioè la navigazione effettuata per piacere o per diletto, che rappresenta una forma impropria del trasporto navale.

Allo scopo di soddisfare alle esigenze del trasporto mercantile i vari paesi marittimi si dotano, oltre alle infrastrutture, di una propria marina mercantile, che è quell'insieme di navi destinate al trasporto mercantile e passeggeri battenti bandiera del medesimo paese.

### Il controllo delle vie di comunicazione marittime

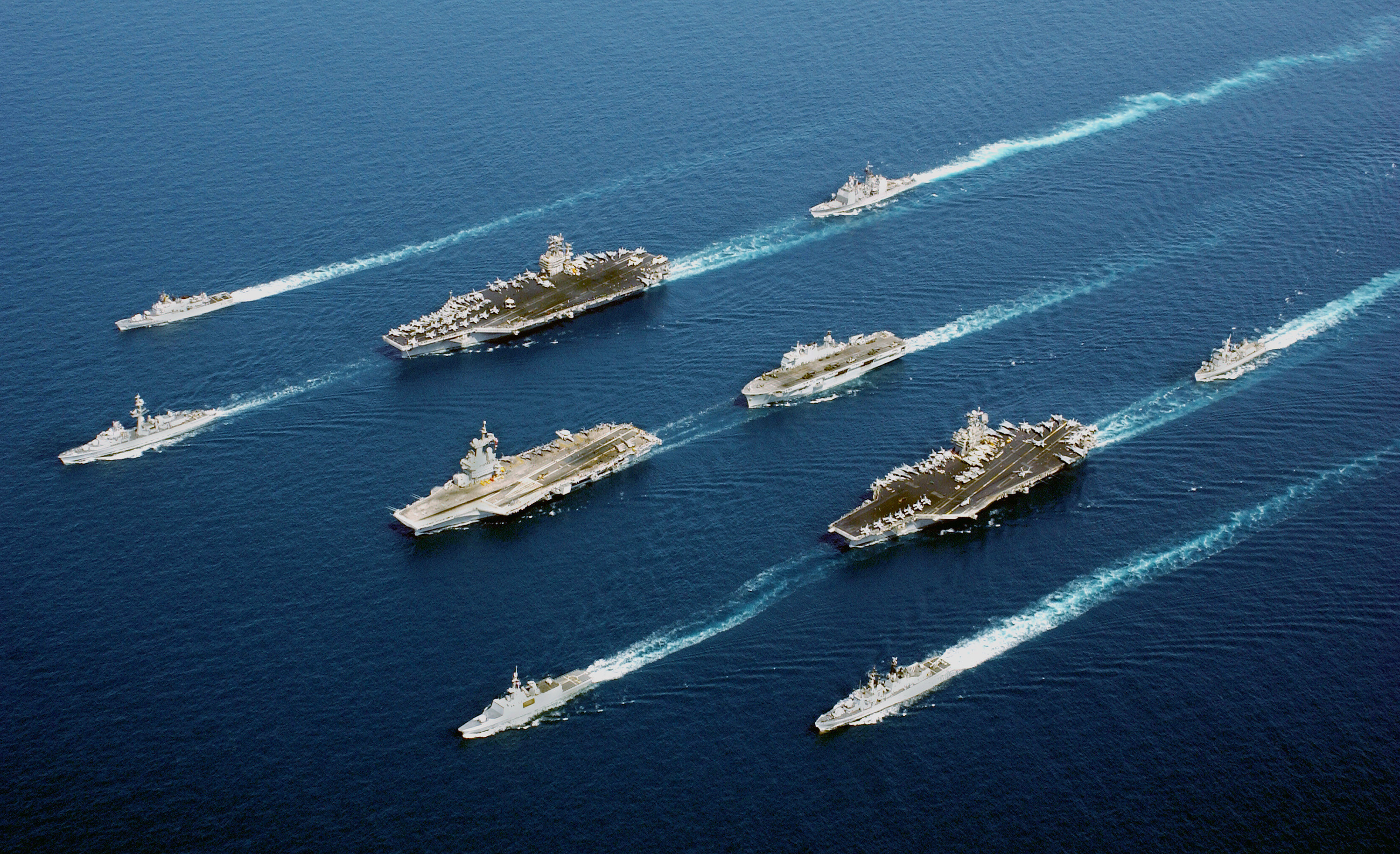
Convoglio in una manovra multinazionale

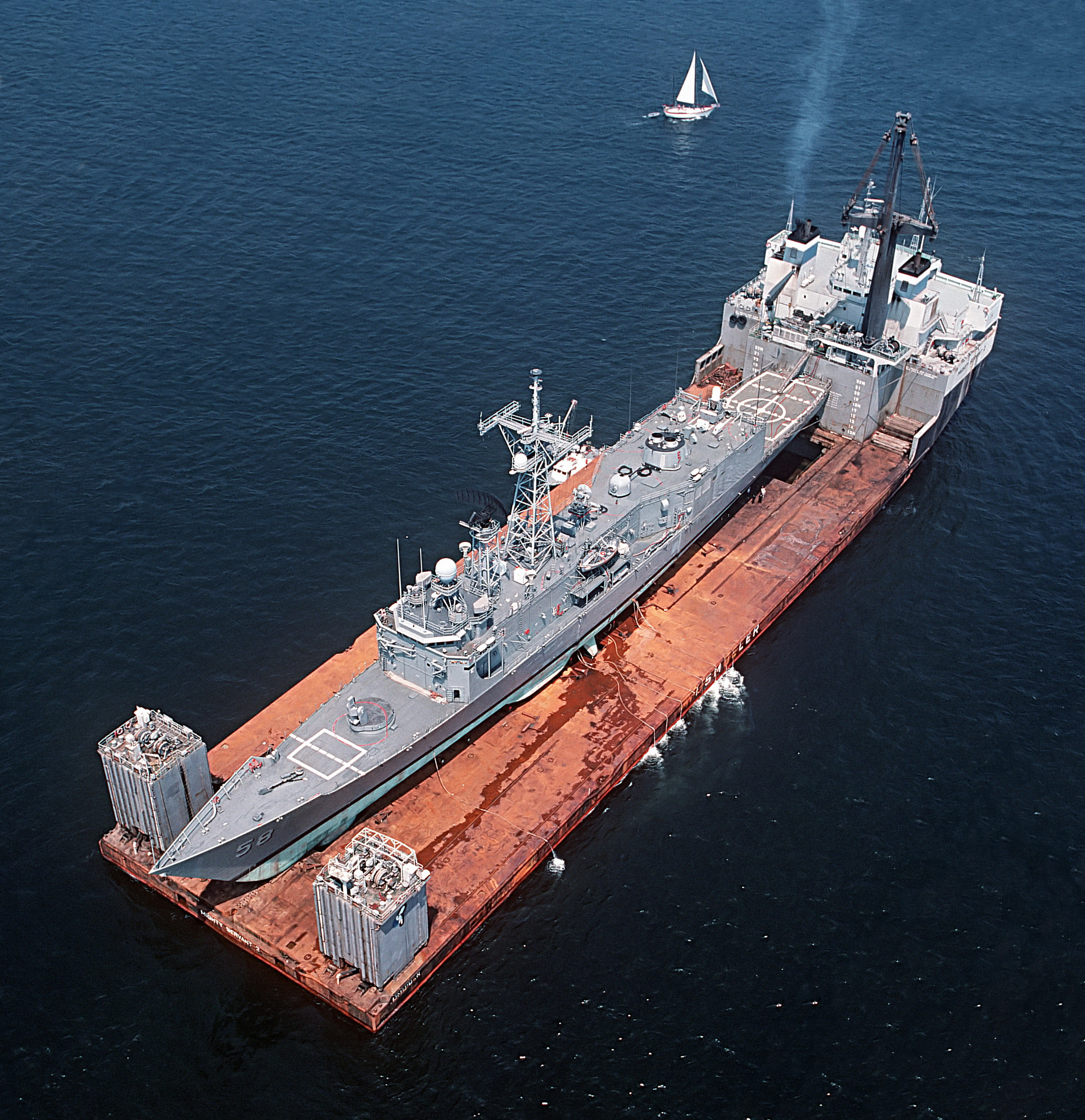
La fregata lanciamissili USS Samuel B. Roberts, danneggiata nel Golfo Persico da una mina, viene trasportata dalla nave appoggio Mighty Servant 2 a Newport, Rhode Island.

Il trasporto navale commerciale presenta una storia millenaria. Le vie marittime e i canali importanti sono stati spesso nella Storia oggetto di rivendicazioni e scontri belliche per il loro grande significato economico e la loro grande importanza strategica per i paesi caratterizzati da un preponderante interesse marittimo.
Per molti millenni, inoltre, il trasporto marino è stato anche l'unico mezzo per scoperte, comprensione del mondo e ricerche di territori sconosciuti e lontani.
Per i paesi costieri, infine, le coste e le acque marittime sulle quali esse si affacciano costituiscono una vera e propria frontiera, spesso estremamente estesa e difficilmente controllabile attraverso la quale possono fluire sia opportunità e ricchezze che gravi minacce.
Per questi motivi praticamente da sempre all'attività commerciale e pacifica sul mare si è accompagnato lo sviluppo di un'attività militare e guerriera di volta in volta destinata al predominio o alla difesa dei propri interessi sul mare.
Tale attività è destinata essenzialmente alla creazione di un potere marittimo, cioè della capacità di esercitare il potere, in definitiva la propria volontà, sul mare e attraverso di esso. Tale concetto è fondamentale nel determinare la capacità di uno Stato di applicare la propria legge su di un elemento da sempre considerato di nessuno come il mare (recenti e non del tutto universalmente accettate sono accordi e norme internazionali che tentano di mettere ordine nella spartizione del controllo sulle acque).
Praticamente tutti i paesi che si affacciano sul mare allestiscono dunque delle marine militari (in passato chiamate anche marine da guerra), più o meno grandi a seconda delle proprie capacità e del livello dei propri interessi marittimi. Fanno eccezione Islanda e Costa Rica, che non dispongono di una propria marina: spesso tuttavia le marine di molti paesi si limitano alla presenza di sole imbarcazioni minori destinate alla sorveglianza delle proprie acque territoriali.
Il potere marittimo che una marina militare è chiamata ad esercitare si esplica essenzialmente in tipi tre di attività:
- il controllo, cioè la vigilanza e polizia sulle proprie acque territoriali e, più in generale, sul proprio mare (o su quello considerato tale) e la protezione dei propri traffici marittimi;
- l'asserzione di presenza, legata al concetto di mostrar bandiera, cioè una funzione essenzialmente di deterrenza, con la quale una nazione marittima attraverso la presenza del proprio naviglio militare ricorda alle altre la propria capacità militare e, appunto, la propria presenza sulle acque, sì da scoraggiare eventuali tentativi di modificare lo status quo.
- la proiezione di potenza, che è invece la vera e propria attività bellica o, meglio, la propria potenzialità bellica, cioè la capacità, in termini quantitativi e qualitativi, di usare la forza per imporre la propria volontà sul mare o per proiettare la propria potenza militare attraverso di esso contro il nemico (è il caso tipico degli sbarchi, cioè del trasferimento di truppe contro il nemico attraverso il mare, o dei blocchi navali, cioè del taglio delle vie di comunicazione marittime al traffico nemico).

## Il trasporto fluviale
Si rimanda alla voce apposita, perché le caratteristiche della navigazione interna sono tali da differire in modo significativo da quelle della navigazione marina, sia per quanto riguarda la quantità di merci trasportate, cioè sotto il profilo economico, che sotto quello militare, cioè dal punto di vista del controllo delle vie d'acqua interne, che solitamente riguardano pochi paesi confinanti.

## Altre attività
Oltre alle attività commerciali e militari in mare si svolge un gran numero di attività che definire minori risulterebbe riduttivo. Esse sono principalmente:
- la pesca, che rappresenta una fonte di sostentamento fondamentale per le popolazioni costiere e che viene svolta con un'ampia varietà di mezzi e metodi che comprendono dalle minuscole imbarcazioni tradizionali alle grandi navi per la pesca oceanica;
- l'insieme delle attività in mare svolte per la prospezione e la raccolta di risorse primarie dal fondo marino;
- il diporto, che costituisce tutta l'ampia gamma di attività private per la navigazione sportiva e di piacere;
- la ricerca, con un gran numero di navi impegnate al mondo nell'analisi oceanografica, meteorologica, geologica e di biologia marina;
- l'offshore (motonautica), negli sport motoristici d'acqua della motonautica.